# Малое Никольское
Малое Никольское (укр. Мале Микільське) — село,
Терешковский сельский совет,
Полтавский район,
Полтавская область,
Украина.
Код КОАТУУ — 5324083910. Население по переписи 2019 года составляло 48 человек.

## Географическое положение
Село Малое Никольское находится в 4-х км от левого берега реки Ворскла,
на расстоянии в 0,5 км от сёл Никольское и Клюшники,
примыкает к селу Цибули.
По селу протекает пересыхающий ручей.
Село окружено лесным массивом (сосна).
До 2018 года входил в состав ликвидированного Никольского сельсовета;